# Blaues Blut (Fernsehserie)
Blaues Blut ist eine deutsch-britische Fernsehserie. Die Produktion erfolgte 1988, die Erstausstrahlung in Deutschland durch das ZDF im Jahr 1990. Ein adliger Privatdetektiv deckt Verbrechen im High-Society-Milieu auf.

## Handlung
Der lebenslustige und gutaussehende Playboy Graf Henry von Altenberg hat finanzielle Probleme, denn sein Vater hinterließ ihm nur Schulden. Um den Familienbesitz, ein Schloss in Bayern, zu retten, muss er sich einen Broterwerb suchen. Er hat keinerlei Berufsausbildung vorzuweisen, verfügt jedoch über profunde Fremdsprachenkenntnisse. Mangels Alternativen beschließt er, Privatdetektiv zu werden. Unter dem Namen "Henry Altern" klärt er Verbrechen in den Kreisen der High-Society auf. Behilflich ist ihm dabei seine Ex-Frau Lisa Prentice, die über den nötigen kriminalistischen Spürsinn verfügt.

## Hintergrund
Die Serie wurde von der Produktionsfirma Tele München in englischer Sprache produziert und für das ZDF nachsynchronisiert. Der Drehbuchautor Brian Clemens (Mit Schirm, Charme und Melone) sorgte dafür, dass der britische Humor in den spannungsgeladenen Episoden nicht zu kurz kam. Als Kameramann konnte Álex Phillips junior verpflichtet werden. Gedreht wurde in St. Moritz, Florenz und an der Riviera.
Obwohl Blaues Blut bei den Zuschauern Erfolg hatte, brach das ZDF die Produktion nach einer Staffel aus Kostengründen ab.

## Schauspieler und Rollen
Die folgende Tabelle zeigt die Hauptdarsteller der Serie. In weiteren Rollen traten unter anderen Barbara Wussow, Horst Janson, Hannelore Elsner, Hans Peter Hallwachs, Günther Maria Halmer, Arthur Brauss und Siemen Rühaak auf.
| Schauspieler       | Rolle                       | Folgen |
| ------------------ | --------------------------- | ------ |
| Albert Fortell     | Graf Henry von Altenberg    | 10     |
| Capucine           | Gräfin Simone von Altenberg | 7      |
| Ursula Karven      | Lisa Prentice               | 7      |
| Jean Bouchaud      | Leon Graf                   | 3      |
| Friedrich von Thun | Carl von Altenberg          | 2      |

## Episoden
Der Pilotfilm der Serie wurde vom ZDF nicht zu Beginn, sondern erst an siebter und achter Stelle in zwei Teilen (Der Skandal und Das Ende feiner Herren) ausgestrahlt.
| Folge | Titel                                | Ausstrahlung     |
| ----- | ------------------------------------ | ---------------- |
| 1     | Der Skandal                          | 26. Februar 1990 |
| 2     | Das Ende feiner Herren               | 5. März 1990     |
| 3     | Wer zweimal lebt, stirbt einmal mehr | 15. Januar 1990  |
| 4     | Gegen die Uhr                        | 22. Januar 1990  |
| 5     | Sein letzter Coup                    | 29. Januar 1990  |
| 6     | Das Mädchen aus dem Meer             | 5. Februar 1990  |
| 7     | Dunkle Pfade                         | 12. Februar 1990 |
| 8     | Schatten der Vergangenheit           | 19. Februar 1990 |
| 9     | Wo der Teufel wacht                  | 12. März 1990    |
| 10    | Tödliches Wochenende                 | 19. März 1990    |

## DVD-Veröffentlichung
Die Serie wurde am 11. Juni 2010 in einer Komplettbox mit allen 10 Folgen von Alive AG veröffentlicht.